# Bítovský mlýn
Bítovský mlýn v Bítově u Bílovce v okrese Nový Jičín je zaniklý vodní mlýn, který stál na potoce Sezina severně od obce. V letech 1958–1985 byl chráněn jako nemovitá kulturní památka České republiky.

## Historie
Mlýn je zmíněn roku 1606 v urbáři: „mlýn má dvě složení, oceněn na 125 tolarů, ze mlýna se odvádí 1 malder obilí v ceně 18 tol. a 5 1/2 gr., o vánocích a velikonocích po míře pšeničné mouky v ceně 1 tol, celkem i s dalšími poplatky 22 tol.“
V roce 1930 vlastnil mlýn čp. 27 a pilu Josef Vavrečka; mlýn měl jedno kolo na horní vodu s výkonem 3,33 kW a pilu pohánělo druhé kolo s výkonem 2,37 kW.
Mlýn zanikl během 2. poloviny. 20. století a v rámci meliorací byl v 60. letech 20. století zrušen i rybník.

## Popis
V roce 1930 zde byla 2 kola na svrchní vodu (průtok 0,164 + 0,115 m³/s, spád 3,2 m, výkon 4,5 + 3,2 k.).